# Reprezentacja Estonii na Mistrzostwach Europy w Wioślarstwie 2008
Reprezentacja Estonii na Mistrzostwach Europy w Wioślarstwie 2008 liczyła 7 sportowców. Najlepszym wynikiem było 1. miejsce w czwórce podwójnej mężczyzn.

## Medale

### Złote medale
czwórka podwójna (M4x): Allar Raja, Andrei Jämsä, Tõnu Endrekson, Jüri Jaanson

### Srebrne medale
dwójka podwójna (M2x): Vladimir Latin, Kaspar Taimsoo

### Brązowe medale
Brak

## Wyniki

### Konkurencje mężczyzn
- dwójka podwójna (M2x): Vladimir Latin, Kaspar Taimsoo – 2. miejsce
- czwórka podwójna (M4x): Allar Raja, Andrei Jämsä, Tõnu Endrekson, Jüri Jaanson – 1. miejsce

### Konkurencje kobiet
- jedynka (W1x): Kaisa Pajusalu – 14. miejsce